# Julie de Bona
Pour les articles homonymes, voir Bona.
Julie de Bona est une actrice française, née le 7 décembre 1980 dans le 18e arrondissement de Paris.

## Biographie

### Enfance et formation
Julie de Bona est née le 7 décembre 1980 dans le 18e arrondissement de Paris, d'un père informaticien et d'une mère couturière. Elle évolue dans un milieu modeste dont la famille a une ascendance italienne et vietnamienne. Sa scolarité se passe à Montpellier où ses parents se sont installés.
Julie de Bona est titulaire du baccalauréat et elle s'inscrit à l'université afin de suivre une filière en biochimie. L'étudiante suit un parcours classique lorsqu'elle décide à 19 ans de prendre une année sabbatique pour s'essayer au théâtre. Déjà quatre ans plus tôt, sa mère qui surnomme sa fille « la tornade blanche », l'inscrit à son premier cours. L'adolescente a pour modèles Sarah Bernhardt, Audrey Hepburn, Isabelle Adjani ou Sophie Marceau.
Elle intègre le conservatoire d'art dramatique de Montpellier de 1999 à 2001 et poursuit sa formation avec le Studio Pygmalion de 2001 à 2002. À vingt et un ans, Julie de Bona revient à Paris et enchaîne les petits rôles. Elle rejoint l'Atelier Damien Acoca de 2004 à 2005 afin de compléter son apprentissage de comédienne. Julie de Bona perfectionne sa technique d'interprétation grâce à la méthode Meisner entre 2010 et 2011 sous l'égide du coach américain Scott Williams, à qui l'on doit l'importation de ce savoir-faire en Europe.

### Carrière
Dès 1998 et ce jusqu'en 2000, Julie de Bona exerce sa passion au Café-théâtre le Grand Mélo, situé dans la commune du Crès, à proximité de Montpellier. Elle intègre la troupe de Christian Dob et joue dans plusieurs de ses pièces : La Queue du Diable, Les Batifolles, Le Général Tu-koipa.
En 1999, on la retrouve dans La Vie Parisienne d'Offenbach à l'Opéra Comédie de Montpellier. Elle reprend de 2000 à 2002, les représentations de Christian Dob dont La Queue du Diable au théâtre le Grand Mélo et Les Batifolles au Festival d'Avignon en 2002 au théâtre Le Paris.
D'octobre 2002 à 2003, la jeune comédienne joue aux côtés de Gérard Jugnot dans la pièce État critique de Michel Lengliney au théâtre Fontaine. Parallèlement, elle décroche en 2001 ses premiers rôles dans des fictions à la télévision, Zone reptile, un téléfilm pour Arte de Jérôme de Missolz et La Vie devant nous, une série de TF1 de Patrick Grandperret, dans le rôle d'Éloïse. Cette même année elle enchaîne deux courts métrages, Entretien premier cachet et Le renard rouge d'Antonin Koilski. En 2003, elle tourne au cinéma pour la première fois dans un film de Fouad Benhammou, Fixion.
Retour à la télévision où Julie de Bona endosse la robe d’une religieuse, sœur Florence, dans plusieurs épisodes de la série Sœur Thérèse.com créée par Michel Blanc. Elle se produit également dans Une famille formidable de Joël Santoni de 2005 à 2014 et Boulevard du Palais de Philippe Venault en 2006.
Julie de Bona est l'atout charme dans le feuilleton La smala s'en mêle, aux antipodes du rôle interprété par Michèle Bernier. La série est diffusée de 2012 à 2014 et le dernier épisode en 2016.
Depuis 2014, l'actrice enchaîne les tournages : La Vallée des mensonges de Stanislas Graziani, La Voyante de Henri Helman, Nina d'Éric Le Roux et Nicolas Picard-Dreyfuss, Ma pire angoisse de Romain Lancry et Vladimir Rodionov, Un parfum de sang de Pierre Lacan, Qui sème l'amour... de Lorenzo Gabriele, Le Secret d'Élise d'Alexandre Laurent et une nouvelle série en six épisodes, Innocente de Lionel Bailliu avec Sagamore Stévenin, Olivia Bonamy, Alexandra Vandernoot, Bernard Le Coq et Thomas Jouannet. Julie de Bona tient le rôle principal, Roxane Delage, professeur d'archéologie à Marseille,. La comédienne joue une femme qui vient d'être emprisonnée et, afin de bien appréhender le rôle, elle décide de se rendre à la prison des Baumettes à Marseille ainsi qu'au Centre pénitentiaire d'Orléans-Saran dans le département du Loiret. La même année, Julie de Bona renoue avec la comédie en jouant dans le film Enfin des bonnes nouvelles du réalisateur Vincent Glenn.
En 2017, l'actrice devient l'héroïne d'une série en huit épisodes que diffuse TF1, Le Tueur du lac, où elle interprète Lise Stocker, un capitaine de police. Julie de Bona succède à Barbara Schulz, qui jouait dans la première saison sous le titre Le Mystère du lac. Toujours en 2017, Julie de Bona se produit dans une comédie au côté de Pascal Légitimus et Claire Nadeau au Théâtre des Variétés à Paris dans une pièce de Flavia Coste et une mise en scène de Anouche Setbon dans Non à l'argent !.
En 2019, elle incarne Rose Rivière, l'un des rôles principaux de la série télévisée Le Bazar de la Charité, diffusée sur TF1. En 2020, elle retrouve le rôle de Lise Stocker dans la série Peur sur le lac diffusée sur TF1. Elle interprète en 2021 le rôle de Florence, la mère de Lou, dans la série Plan B.
En 2022, elle interprète, pour la télévision, le rôle de mère Agnès dans Les Combattantes et celui d'Ève dans La maison d'en face. Dans Instinct animal, une émission de télévision française, on la voit vivre en immersion au coeur du Serengeti en Tanzanie.
En 2023, elle interprète, pour la télévision dans la deuxième saison de L'École de la vie, le rôle d'Alexandra Delage, professeur de français et personnage principal.
En 2024, on la voit au cinéma jouer le rôle de la baronne Danglars dans Le Comte de Monte-Cristo, avec Pierre Niney dans le rôle-titre. Ce film rencontre un grand succès commercial.

### Famille
Julie de Bona a une sœur cadette, Olivia de Bona, née en 1985. Elle est diplômée en Arts appliqués et cinéma d'animation, en 2005. Olivia exerce la profession d'illustratrice et alerte son aînée sur les expositions du moment, comme celle de Hey ! au musée de la Halle Saint-Pierre.

### Vie privée
Très discrète sur sa vie privée, Julie de Bona annonce sur son compte Instagram le 13 août 2018 la naissance de son premier enfant, sans indiquer l'identité du père.

## Filmographie

### Cinéma
- 2006 : Indigènes, de Rachid Bouchareb
- 2007 : Je déteste les enfants des autres, d'Anne Fassio : Sofia
- 2008 : Cyprien, de David Charhon : Amandine
- 2010 : Les princes de la nuit, de Patrick Levy : standardiste
- 2010 : Camping 2, de Fabien Onteniente : Pauline
- 2011 : Beur sur la ville, de Djamel Bensalah : Alice Gassier
- 2013 : Né quelque part, de Mohamed Hamidi : Audrey
- 2014 : Maintenant ou jamais, de Serge Frydman : la mère de Louise
- 2016 : Enfin des bonnes nouvelles de Vincent Glenn
- 2019 : Made in China de Julien Abraham : Sophie
- 2024 : Le comte de Monte Cristo d'Alexandre de La Patellière et Matthieu Delaporte : Victoria, baronne de Danglars

### Courts métrages
- 2004 : Un souvenir pour la vie, d'Éric Mahé
- 2006 : Demain la veille, de Julien Lecat et Sylvain Pioutaz : Anna
- 2006 : T'as d'beaux yeux tu sais, de Jean-Pierre Malignon
- 2008 : Mathilde et Juliette, de Brigitte Johansen
- 2009 : Quand passe le bus, de Chloé Micout (Prix d'interprétation au Festival de Meaux 2009) : la jeune femme
- 2009 : Julie à Paris, de Damien Steck
- 2010 : Douche franche, d'Antonin Toty-Péroche et Geoffrey Wemelle
- 2010 : Chambre 27, de Alberto Bimbocci : une femme
- 2011 : Je suis comme vous, de Thibaut Buccellato
- 2011 : L'ombre d'un homme, de David Dang : Alice
- 2012 : Oh merde !, de Aliocha Itovich et Guillaume Ducreux : une femme
- 2012 : Valse favorite, de Deborah Helpert : Lucie
- 2013 : La vie comme elle vient, de Arnaud Sadowski
- 2014 : Empreinte, de Derka
- 2014 : Un regret, de Thibaut Buccellato
- 2016 : Dehors, tu vas avoir si froid, de Arnaud Sadowski
- 2016 : Ce que cache la neige, de Loïc Gaillard : Clémence[17]

### Télévision
- 2001 : Zone reptile de Jérôme de Missolz
- 2001 : La Vie devant nous (série) : Éloïse (3 épisodes)
- 2002 - 2007 : Sœur Thérèse.com (série) : Sœur Florence, du couvent du Moulin du Prieuré (6 épisodes)
- 2006 : Boulevard du Palais de Philippe Venault : Elsa Leiris (1 épisode)
- 2006 : Le Tuteur, réalisé par Jean Sagols: Hermine (1 épisode)
- 2007 : La Légende des trois clefs (mini-série) : Vanessa (3 épisodes)
- 2006 - 2017 : Une famille formidable : Christine, femme de Sébastien (14 épisodes)
- 2010 : Au bas de l'échelle d'Arnauld Mercadier : Alicia
- 2011 : Gérald K. Gérald d'Élisabeth Rappeneau : Symphonia
- 2011 : L'Amour en jeu de Jean-Marc Seban : Mathilde
- 2012 - 2014 : La smala s'en mêle de Didier Grousset : Wanda (7 épisodes)
- 2012 : Talons aiguilles et bottes de paille d'Emmanuel Bézier, Iris Ducorps et Marco Rivard : Vanessa (26 épisodes)
- 2013 : VDM, la série saison 1, épisode 16 : Retards
- 2013 : La Crèche des hommes d'Hervé Brami : Juliette
- 2014 : La Vallée des mensonges de Stanislas Graziani : Laura
- 2014 : La Voyante de Henri Helman : Claire
- 2014 : Nina (série) d'Éric Le Roux et Nicolas Picard-Dreyfuss : Juliette (1 épisode)
- 2014 - 2015 : Ma pire angoisse de Romain Lancry et Vladimir Rodionov : Noémie (8 épisodes)
- 2015 : Un parfum de sang, de Pierre Lacan : Élodie Versini
- 2016 : Le Secret d'Élise, d'Alexandre Laurent : Julie Ramza (6 épisodes)
- 2016 : Qui sème l'amour... de Lorenzo Gabriele : Julie
- 2016 : Innocente, de Lionel Bailliu : Roxane Delage[18] (6 épisodes)
- 2016 : Entre deux mères de Renaud Bertrand[19] : Laure Chapel
- 2017 : Sources assassines de Bruno Bontzolakis : Fanny Volkov [20]
- 2017 : Le Tueur du lac (suite du Mystère du lac), de Jérôme Cornuau : Lise Stocker[21],[22] (8 épisodes)
- 2017 : Coup de foudre à Noël, de Arnauld Mercadier : Charlotte Marton[23]
- 2018 : Une mère sous influence d'Adeline Darraux : Claire
- 2018 : Ils ont échangé mon enfant d'Agnès Obadia : Sophie Serrano
- 2019 : Le Bazar de la Charité d'Alexandre Laurent : Rose Rivière (8 épisodes)
- 2020 : Peur sur le lac (suite du Tueur du lac), de Jérôme Cornuau : Lise Stocker (6 épisodes)
- 2020 : Apprendre à t’aimer de Stéphanie Pillonca : Cécile
- 2021 : Plan B de Christophe Campos : Florence (6 épisodes)
- 2021 : Je l'aime à mentir de Gabriel Julien-Laferrière : Zoé
- 2021 : Profession Comédien sur TMC : elle même
- 2021 : Service volé de Jérôme Foulon : Isabelle Demongeot
- 2022 : Mise à nu de Didier Bivel : Sophie Parlier
- 2022 : Les Combattantes d'Alexandre Laurent : Mère Agnès (8 épisodes)
- 2022 : La Maison d'en face de Lionel Bailliu : Ève Coudray
- 2022 : Le Souffle du dragon de Stéphanie Pillonca : Sandrine
- 2023 : L'École de la vie, saison 2 : Alexandra Delage
- 2023 : Un gars, une fille (au pluriel) : Une fille
- 2025 : Erica de Frédéric Berthe : Erica Faure
- 2025 : Été 36
- 2025 : Au nom d'Emma d'Ionut Teianu : Claire

### Clip vidéo
- 2011 : Petite Fleur d'Izé Teixeira (album Urb'Africa) : Audrey

### Web-séries
- 2014 : Ma pire angoisse de Vladimir Rodionov et Romain Lancry : Noémie

## Théâtre
- 1999 à 2000 : La Vie Parisienne, de Jacques Offenbach, à l'Opéra Comédie de Montpellier
- 2002 : Les Batifolles, de Christian Dob, théâtre Le Paris au Festival d'Avignon
- 2002 à 2003 : État critique, de Michel Lengliney avec Gérard Jugnot, au théâtre Fontaine et en tournée
- 2002 : La queue du Diable, de Christian Dob, au théâtre Le Grand Mélo à Le Crès
- 2002 : J'veux pas être seul(e), d'après la pièce d'Howard Korder Boy’s Life, mise en scène de Jean-Christophe Emo, au théâtre Trévise à Paris
- 2006 : Dernier Rappel, de et avec Josiane Balasko, au théâtre de la Renaissance
- janvier-février 2008 : Puzzle, de Woody Allen avec Michel Aumont, au théâtre du Palais-Royal
- 2008 à 2009 : Le Malade imaginaire, de Molière, mise en scène de Georges Werler, au théâtre de la Porte-Saint-Martin et en tournée
- 2015 : Énorme !, de Neil LaBute, mise en scène Marie Pascale Osterrieth, au théâtre de la Clarté de Boulogne-Billancourt et au théâtre de Paris à la salle Réjane
- 2017 - 2019 : Non à l'argent ! de Flavia Coste, mise en scène Anouche Setbon, avec Philippe Lelièvre, Claire Nadeau, Pascal Légitimus au théâtre des Variétés et en tournée : Claire
- 2023 : Suite royale de Judith Elmaleh et Hadrien Raccah, mise en scène Bernard Murat, avec Elie Semoun au théâtre de la Madeleine

## Distinction
- Festival TV de Luchon 2022 :  Prix d'interprétation pour un duo pour Mise à nu[24]

#### Articles de presse
- Méliné Ristiguian, « Julie de Bona : cette fille est un miracle de la génétique », Paris Match, Paris,‎ 1er octobre 2016 (lire en ligne)
- Laurent Amar, « Monte-Carlo 2016 : À la rencontre de l’actrice Julie de Bona », Stars Media, Paris,‎ 21 juin 2016 (lire en ligne)
- Laurence Gallois, « La Vallée des mensonges (France 3) : qui est Julie de Bona ? », Télé Loisirs, Gennevilliers,‎ 4 juin 2016 (lire en ligne)
- Stéphanie Gorlin, « Cinq infos sur… Julie de Bona », Télé 2 semaines, Paris,‎ 18 mai 2016 (lire en ligne)
- Stéphanie Raïo, « Julie de Bona : J’étais tellement triste de quitter Wanda », Le Figaro, Paris,‎ 18 mai 2016 (lire en ligne)
- Jean-Marc Barenghi, « Julie de Bona, étoile montante », Le Figaro, Paris,‎ 29 février 2016 (lire en ligne)
- B. B., « Julie de Bona au casting d'Innocente, nouvelle série de France 3 », Allo Ciné, Paris,‎ 25 février 2016 (lire en ligne)
- Pauline Sommelet, « Les états d'art de Julie de Bona », Point de Vue, Paris, no 3526,‎ 17 février 2016 (lire en ligne)
- Michaël Meiller, « Julie de Bona : J'avais la rage de plaire », Midi Libre (Montpellier), Saint-Jean-de-Védas,‎ 15 février 2016
- Marion Bonnet, « Une actrice à la prison de Saran », La République du Centre, Saran,‎ 11 février 2016 (lire en ligne)
- Frédéric Lohézic, « Qui sème l'amour… : Y a de l'amour dans l'air ! », Télé 7 jours, Levallois-Perret,‎ 2 février 2016 (lire en ligne)
- Chloé Sullivan, « Belle des champs », TV8 magazine, Lausanne,‎ 26 janvier 2016, p. 11 (résumé, lire en ligne)
- Joséphine Simon-Michel, « L'autre visage de Julie de Bona : Un parfum de sang », Télé 7 jours, Levallois-Perret,‎ 30 mai 2015, p. 34 (lire en ligne)
- Le Parisien, « Elle a du nez, Julie », Le Parisien, Saint-Ouen,‎ 30 mai 2015 (lire en ligne)
- Laurent Mereu-Boulch, « Julie de Bona : Le goût du jeu », Madame Figaro, Paris, Le Figaro,‎ 15 octobre 2014, p. 50 à 54 (lire en ligne)
- Camille Loiret, « Talent d'actrice : Julie de Bona », Paulette magazine, Paris,‎ 13 octobre 2011 (lire en ligne)